# Élections présidentielles sous la Cinquième République dans l'Hérault
Depuis l'adoption de la Constitution de la Cinquième République française en 1958, dix élections présidentielles ont eu lieu afin d'élire le président de la République. Cette page présente les résultats de ces élections dans l'Hérault.

## Synthèse des résultats du second tour
Jusqu'en 1981, l'Hérault vote plus à gauche que la France. Le vote vote ensuite selon la tendance nationale. En 2017, Emmanuel Macron obtient 5 points de moins qu'au niveau national.
| 2022 | Emmanuel Macron (52,58 %) (France : 58,55 %) | Marine Le Pen (47,42 %) (France : 41,45 %) | 73,36 % (France : 71,99 %) | 6,69 % (France : 6,23 %) |

| 2017 | Emmanuel Macron (59,22 %) (France : 66,10 %) | Marine Le Pen (40,78 %) (France : 33,90 %) | 75,3 % (France : 77,77 %) | 1,78 % (France : 2,47 %) |

| 2012 | François Hollande (51,31 %) (France : 51,64 %) | Nicolas Sarkozy (48,69 %) (France : 48,36 %) | 82,16 % (France : 80,35 %) | 1,71 % (France : 5,82 %) |

| 2007 | Nicolas Sarkozy (54,02 %) (France : 53,06 %) | Ségolène Royal (45,98 %) (France : 46,94 %) | 85,89 % (France : 83,97 %) | 1,25 % (France : 4,20 %) |

| 2002 | Jacques Chirac (75,53 %) (France : 82,21 %) | J.-M. Le Pen (24,47 %) (France : 17,79 %) | 74,34 % (France : 79,71 %) | 2,96 % (France : 3,38 %) |

| 1995 | Jacques Chirac (51,08 %) (France : 52,64 %) | Lionel Jospin (48,92 %) (France : 47,36 %) | 80,52 % (France : 78,38 %) | 2,52 % (France : 2,81 %) |

| 1988 | François Mitterrand (53,32 %) (France : 54,02 %) | Jacques Chirac (46,68 %) (France : 45,98 % %) | 81,77 % (France : 81,35 %) | 1,69 % (France : 2,00 %) |

| 1981 | François Mitterrand (56,36 %) (France : 51,76 %) | Valéry Giscard d'Estaing (43,64 %) (France : 48,24 %) | 80,5 % (France : 81,09 %) | 1,56 % (France : 1,62 %) |

| 1974 | Valéry Giscard d'Estaing (45,22 %) (France : 50,81 %) | François Mitterrand (54,78 %) (France : 49,19 %) | 83,65 % (France : 84,23 %) | 0,82 % (France : 0,92 %) |

| 1969 | Georges Pompidou (53,39 %) (France : 58,21 %) | Alain Poher (46,61 %) (France : 41,79 %) | 75,55 % (France : 77,59 %) | 1,12 % (France : 1,29 %) |

| 1965 | Charles de Gaulle (39,92 %) (France : 55,20 %) | François Mitterrand (60,08 %) (France : 44,80 %) | 84,34 % (France : 84,75 %) | 0,88 % (France : 1,01 %) |

|  | ▲ |

## Résultats détaillés par scrutin

### 2022
Arrivé en tête du premier tour, le président sortant Emmanuel Macron (27,85 %) affronte Marine Le Pen (23,15 %), un duel identique à celui du scrutin de 2017. C'est la deuxième fois qu'un second tour opposant les mêmes candidats à deux scrutins présidentiels consécutifs a lieu après ceux où se sont affrontés Valéry Giscard d'Estaing et François Mitterrand en 1974 et 1981.
En troisième position avec 21,95 % des voix, Jean-Luc Mélenchon réalise le score le plus élevé de ses trois candidatures et arrive largement en tête de la gauche, mais échoue à accéder au second tour, avec environ 400 000 voix de moins que Marine Le Pen.
Une nouvelle fois, les partis politiques traditionnels sont absents du second tour, dans des proportions encore plus importantes que lors de la précédente élection. Le Parti socialiste et Les Républicains, représentés respectivement par Anne Hidalgo et Valérie Pécresse, s'effondrent avec des scores historiquement faibles et n'atteignent pas le seuil des 5 %, condition permettant d'être remboursé des frais de campagne.
Le second tour voit Emmanuel Macron l'emporter par 58,55 % des suffrages exprimés, permettant ainsi au président sortant d'entamer un second mandat. Le septennat ayant été aboli en 2000, il devient ainsi le premier président de la République française à être réélu pour un deuxième quinquennat, le deuxième président de la Cinquième République réélu hors période de cohabitation et le quatrième président de la Cinquième République réélu.
Dans l'Hérault, Marine Le Pen arrive en tête du premier tour avec 25,95% des exprimés, suivie de Jean-Luc Mélenchon (24,24%), Emmanuel Macron (22,28%), Éric Zemmour (9,04%) et Yannick Jadot (5,77 %). Au second tour, les électeurs ont voté à 52,58% pour Emmanuel Macron contre 47,42% pour Marine Le Pen avec un taux de participation de 73,36% des inscrits.
| Candidats                | Candidats                | Partis                   | Premier tour | Premier tour | Second tour | Second tour |
| Candidats                | Candidats                | Partis                   | Voix         | %            | Voix        | %           |
| ------------------------ | ------------------------ | ------------------------ | ------------ | ------------ | ----------- | ----------- |
|                          | Marine Le Pen            | RN                       | 165 734      | 25,95        | 267 908     | 47,42       |
|                          | Jean-Luc Mélenchon       | LFI                      | 154 819      | 24,24        |             |             |
|                          | Emmanuel Macron          | LREM                     | 142 306      | 22,28        | 297 066     | 52,58       |
|                          | Éric Zemmour             | REC                      | 57 751       | 9,04         |             |             |
|                          | Yannick Jadot            | EELV                     | 28 057       | 4,39         |             |             |
|                          | Valérie Pécresse         | LR                       | 23 230       | 3,64         |             |             |
|                          | Jean Lassalle            | RES                      | 22 068       | 3,45         |             |             |
|                          | Fabien Roussel           | PCF                      | 14 165       | 2,22         |             |             |
|                          | Anne Hidalgo             | PS                       | 12 150       | 1,90         |             |             |
|                          | Nicolas Dupont-Aignan    | DLF                      | 11 475       | 1,80         |             |             |
|                          | Philippe Poutou          | NPA                      | 4 393        | 0,69         |             |             |
|                          | Nathalie Arthaud         | LO                       | 2 580        | 0,40         |             |             |
|                          |                          |                          |              |              |             |             |
| Votes valides            | Votes valides            | Votes valides            | 638 728      | 98,02        | 564 974     | 90,88       |
| Votes blancs             | Votes blancs             | Votes blancs             | 8 867        | 1,36         | 41 829      | 6,73        |
| Votes nuls               | Votes nuls               | Votes nuls               | 4 004        | 0,61         | 14 878      | 2,39        |
| Total                    | Total                    | Total                    | 651 599      | 100          | 621 681     | 100         |
| Abstention               | Abstention               | Abstention               | 195 766      | 23,10        | 225 798     | 26,64       |
| Inscrits / participation | Inscrits / participation | Inscrits / participation | 847 365      | 76,90        | 847 479     | 73,36       |

### 2017
Le premier tour de l'élection présidentielle de 2017 voit s'affronter onze candidats. Emmanuel Macron arrive en tête devant Marine Le Pen et tous deux se qualifient pour le second tour. Néanmoins, avec François Fillon et Jean-Luc Mélenchon, les scores des quatre candidats ayant recueilli le plus de voix sont serrés (4,43 points entre le 1er et le 4e). Pour la première fois, aucun des candidats des deux partis politiques pourvoyeurs jusque-là des présidents de la Ve République, n'est présent au second tour. Celui-ci se tient le dimanche 7 mai et se solde par la victoire d'Emmanuel Macron, avec un total de 20 753 798 bulletins de vote en sa faveur, soit 66,10 % des suffrages exprimés, face à la candidate du Front national, qui recueille 33,90 %. Le scrutin est néanmoins marqué par une forte abstention et par un record de votes blancs ou nuls. 
Dans l'Hérault, Marine Le Pen arrive en tête du premier tour avec 25,7 % des exprimés, suivie de Jean-Luc Mélenchon (22,97 %), Emmanuel Macron (20,52 %), François Fillon (17,6 %) et Benoît Hamon (5,77 %). Au second tour, les électeurs ont voté à 59,22 % pour Emmanuel Macron contre 40,78 % pour Marine Le Pen avec un taux de participation de 75,3 % des inscrits.
|             | FN          | Marine Le Pen         | 161 119 | 25,7 %     | 215 147 | 40,78 %    |  |  |
|             | LFi         | Jean-Luc Mélenchon    | 143 996 | 22,97 %    |         |            |  |  |
|             | EM          | Emmanuel Macron       | 128 621 | 20,52 %    | 312 419 | 59,22 %    |  |  |
|             | LR          | François Fillon       | 110 339 | 17,6 %     |         |            |  |  |
|             | PS          | Benoît Hamon          | 36 180  | 5,77 %     |         |            |  |  |
|             | DlF         | Nicolas Dupont-Aignan | 23 159  | 3,69 %     |         |            |  |  |
|             | RES         | Jean Lassalle         | 8 461   | 1,35 %     |         |            |  |  |
|             | UPR         | François Asselineau   | 5 919   | 0,94 %     |         |            |  |  |
|             | NPA         | Philippe Poutou       | 5 660   | 0,9 %      |         |            |  |  |
|             | LO          | Nathalie Arthaud      | 2 496   | 0,4 %      |         |            |  |  |
|             | SeP         | Jacques Cheminade     | 894     | 0,14 %     |         |            |  |  |
|             |             |                       |         |            |         |            |  |  |
|             |             |                       | Nombre  | % inscrits | Nombre  | % inscrits |  |  |
| Inscrits    | Inscrits    | Inscrits              | 800 394 |            | 800 264 |            |  |  |
| Abstentions | Abstentions | Abstentions           | 159 370 | 19,91 %    | 197 629 | 24,7 %     |  |  |
| Votants     | Votants     | Votants               | 641 024 | 80,09 %    | 602 635 | 75,3 %     |  |  |
|             |             |                       |         |            |         |            |  |  |
|             |             |                       |         | % votants  |         | % votants  |  |  |
| Blancs      | Blancs      | Blancs                | 10 051  | 1,26 %     | 55 367  | 6,92 %     |  |  |
| Nuls        | Nuls        | Nuls                  | 4 129   | 0,52 %     | 19 702  | 2,46 %     |  |  |
| Exprimés    | Exprimés    | Exprimés              | 626 844 | 78,32 %    | 527 566 | 65,92 %    |  |  |

### 2012
Hollande, désigné par le PS à la suite d'une primaire ouverte, devance Sarkozy dès le premier tour de l'élection présidentielle de 2012 : c'est la première fois qu'un président sortant est ainsi devancé. Au second tour, Sarkozy est battu mais par un écart plus faible qu'attendu.
Dans l'Hérault, François Hollande arrive en tête du premier tour avec 26,69 % des exprimés, suivi de Nicolas Sarkozy (25,31 %), Marine Le Pen (22,28 %), Jean-Luc Mélenchon (13,27 %) et François Bayrou (6,86 %). Au second tour, les électeurs ont voté à 51,31 % pour François Hollande contre 48,69 % pour Nicolas Sarkozy avec un taux de participation de 82,31 % des inscrits.
|                | PS             | François Hollande     | 160 931 | 26,69 %    | 296 422 | 51,31 %    |  |  |
|                | UMP            | Nicolas Sarkozy       | 152 614 | 25,31 %    | 281 240 | 48,69 %    |  |  |
|                | FN             | Marine Le Pen         | 134 343 | 22,28 %    |         |            |  |  |
|                | FG             | Jean-Luc Mélenchon    | 80 036  | 13,27 %    |         |            |  |  |
|                | MoDem          | François Bayrou       | 41 351  | 6,86 %     |         |            |  |  |
|                | EELV           | Eva Joly              | 15 223  | 2,52 %     |         |            |  |  |
|                | DLF            | Nicolas Dupont-Aignan | 8 462   | 1,4 %      |         |            |  |  |
|                | NPA            | Philippe Poutou       | 6 221   | 1,03 %     |         |            |  |  |
|                | LO             | Nathalie Arthaud      | 2 397   | 0,4 %      |         |            |  |  |
|                | S&P            | Jacques Cheminade     | 1 366   | 0,23 %     |         |            |  |  |
|                |                |                       |         |            |         |            |  |  |
|                |                |                       | Nombre  | % inscrits | Nombre  | % inscrits |  |  |
| Inscrits       | Inscrits       | Inscrits              | 746 616 |            | 746 809 |            |  |  |
| Abstentions    | Abstentions    | Abstentions           | 133 194 | 17,84 %    | 132 096 | 17,69 %    |  |  |
| Votants        | Votants        | Votants               | 613 422 | 82,16 %    | 614 713 | 82,31 %    |  |  |
|                |                |                       |         |            |         |            |  |  |
|                |                |                       |         | % votants  |         | % votants  |  |  |
| Blancs ou nuls | Blancs ou nuls | Blancs ou nuls        | 10 478  | 1,71 %     | 37 051  | 6,03 %     |  |  |
| Exprimés       | Exprimés       | Exprimés              | 602 944 | 98,29 %    | 577 662 | 98,29 %    |  |  |

### 2007
Au premier tour de l'élection présidentielle de 2007, Sarkozy réussit à capter une partie des voix de Le Pen et arrive largement en tête. Royal est la première femme qualifiée pour le second tour d'une élection présidentielle. Elle est battue avec une avance de 6 points.
Dans l'Hérault, Nicolas Sarkozy arrive en tête du premier tour avec 31,14 % des exprimés, suivi de Ségolène Royal (26,05 %), François Bayrou (15,31 %), Jean-Marie Le Pen (13,35 %) et Olivier Besancenot (3,91 %). Au second tour, les électeurs ont voté à 54,02 % pour Nicolas Sarkozy contre 45,98 % pour Ségolène Royal avec un taux de participation de 85,78 % des inscrits.
|                | UMP            | Nicolas Sarkozy      | 184 815 | 31,14 %    | 311 465 | 54,02 %    |  |  |
|                | PS             | Ségolène Royal       | 154 608 | 26,05 %    | 265 066 | 45,98 %    |  |  |
|                | UDF            | François Bayrou      | 90 822  | 15,31 %    |         |            |  |  |
|                | FN             | Jean-Marie Le Pen    | 79 191  | 13,35 %    |         |            |  |  |
|                | LCR            | Olivier Besancenot   | 23 186  | 3,91 %     |         |            |  |  |
|                | GPA            | Marie-George Buffet  | 12 808  | 2,16 %     |         |            |  |  |
|                | SE             | José Bové            | 11 123  | 1,87 %     |         |            |  |  |
|                | MPF            | Philippe de Villiers | 9 985   | 1,68 %     |         |            |  |  |
|                | Les Verts      | Dominique Voynet     | 8 610   | 1,45 %     |         |            |  |  |
|                | CPNT           | Frédéric Nihous      | 8 534   | 1,44 %     |         |            |  |  |
|                | LO             | Arlette Laguiller    | 6 501   | 1,1 %      |         |            |  |  |
|                | CNRSP          | Gérard Schivardi     | 3 228   | 0,54 %     |         |            |  |  |
|                |                |                      |         |            |         |            |  |  |
|                |                |                      | Nombre  | % inscrits | Nombre  | % inscrits |  |  |
| Inscrits       | Inscrits       | Inscrits             | 699 684 |            | 699 652 |            |  |  |
| Abstentions    | Abstentions    | Abstentions          | 98 760  | 14,11 %    | 99 468  | 14,22 %    |  |  |
| Votants        | Votants        | Votants              | 600 924 | 85,89 %    | 600 184 | 85,78 %    |  |  |
|                |                |                      |         |            |         |            |  |  |
|                |                |                      |         | % votants  |         | % votants  |  |  |
| Blancs ou nuls | Blancs ou nuls | Blancs ou nuls       | 7 513   | 1,25 %     | 23 653  | 3,94 %     |  |  |
| Exprimés       | Exprimés       | Exprimés             | 593 411 | 98,75 %    | 576 531 | 96,06 %    |  |  |

### 2002
Après cinq années de cohabitation, un duel est attendu entre Chirac et le Premier ministre Jospin lors de l'élection présidentielle de 2002, mais, à la surprise générale, ce dernier est devancé par Le Pen au premier tour. Au second tour, Chirac bénéficie du ralliement de la gauche et reçoit un score sans précédent. Il s'agit de la première élection pour un mandat de cinq ans et non plus sept.
Dans l'Hérault, Jean-Marie  Le Pen arrive en tête du premier tour avec 22,98 % des exprimés, suivi de Lionel  Jospin (16,05 %), Jacques  Chirac (15,01 %), Jean  Saint-Josse (5,76 %) et François Bayrou (5,58 %). Au second tour, les électeurs ont voté à 75,53 % pour Jacques  Chirac contre 24,47 % pour Jean-Marie  Le Pen avec un taux de participation de 81,45 % des inscrits.
|                | FN             | Jean-Marie Le Pen       | 104 841 | 22,98 %    | 117 630 | 24,47 %    |  |  |
|                | PS             | Lionel Jospin           | 73 208  | 16,05 %    |         |            |  |  |
|                | RPR            | Jacques Chirac          | 68 502  | 15,01 %    | 363 019 | 75,53 %    |  |  |
|                | CPNT           | Jean Saint-Josse        | 26 303  | 5,76 %     |         |            |  |  |
|                | UDF            | François Bayrou         | 25 452  | 5,58 %     |         |            |  |  |
|                | Les Verts      | Noël Mamère             | 25 245  | 5,53 %     |         |            |  |  |
|                | MC             | Jean-Pierre Chevènement | 24 362  | 5,34 %     |         |            |  |  |
|                | LO             | Arlette Laguiller       | 22 552  | 4,94 %     |         |            |  |  |
|                | PC             | Robert Hue              | 18 669  | 4,09 %     |         |            |  |  |
|                | LCR            | Olivier Besancenot      | 18 369  | 4,03 %     |         |            |  |  |
|                | DL             | Alain Madelin           | 15 696  | 3,44 %     |         |            |  |  |
|                | MNR            | Bruno Mégret            | 11 120  | 2,44 %     |         |            |  |  |
|                | PRG            | Christiane Taubira      | 9 185   | 2,01 %     |         |            |  |  |
|                | Cap21          | Corinne Lepage          | 6 950   | 1,52 %     |         |            |  |  |
|                | FRS            | Christine Boutin        | 3 890   | 0,85 %     |         |            |  |  |
|                | PT             | Daniel Gluckstein       | 1 910   | 0,42 %     |         |            |  |  |
|                |                |                         |         |            |         |            |  |  |
|                |                |                         | Nombre  | % inscrits | Nombre  | % inscrits |  |  |
| Inscrits       | Inscrits       | Inscrits                | 632 459 |            | 632 246 |            |  |  |
| Abstentions    | Abstentions    | Abstentions             | 162 287 | 25,66 %    | 117 290 | 18,55 %    |  |  |
| Votants        | Votants        | Votants                 | 470 172 | 74,34 %    | 514 956 | 81,45 %    |  |  |
|                |                |                         |         |            |         |            |  |  |
|                |                |                         |         | % votants  |         | % votants  |  |  |
| Blancs ou nuls | Blancs ou nuls | Blancs ou nuls          | 13 918  | 2,96 %     | 34 307  | 6,66 %     |  |  |
| Exprimés       | Exprimés       | Exprimés                | 456 254 | 97,04 %    | 480 649 | 93,34 %    |  |  |

### 1995
Après une nouvelle cohabitation et alors que la droite est particulièrement divisée entre Chirac et le Premier ministre Balladur, Jospin réussit à arriver en tête au premier tour de l'élection présidentielle de 1995, malgré la très lourde défaite de la gauche aux législatives de 1993. Au second tour, il est battu par Chirac.
Dans l'Hérault, Lionel Jospin arrive en tête du premier tour avec 24,16 % des exprimés, suivi de Jean-Marie Le Pen (18,96 %), Jacques Chirac (17,7 %), Édouard Balladur (16,13 %) et Robert Hue (10,24 %). Au second tour, les électeurs ont voté à 51,08 % pour Jacques Chirac contre 48,92 % pour Lionel Jospin avec un taux de participation de 81,91 % des inscrits.
|                | PS             | Lionel Jospin        | 109 366 | 24,16 %    | 215 525 | 48,92 %    |  |  |
|                | FN             | Jean-Marie Le Pen    | 85 843  | 18,96 %    |         |            |  |  |
|                | RPR            | Jacques Chirac       | 80 144  | 17,7 %     | 225 030 | 51,08 %    |  |  |
|                | RPR            | Édouard Balladur     | 73 038  | 16,13 %    |         |            |  |  |
|                | PC             | Robert Hue           | 46 348  | 10,24 %    |         |            |  |  |
|                | LO             | Arlette Laguiller    | 23 620  | 5,22 %     |         |            |  |  |
|                | MPF            | Philippe de Villiers | 18 636  | 4,12 %     |         |            |  |  |
|                | Les Verts      | Dominique Voynet     | 14 710  | 3,25 %     |         |            |  |  |
|                | S&P            | Jacques Cheminade    | 998     | 0,22 %     |         |            |  |  |
|                |                |                      |         |            |         |            |  |  |
|                |                |                      | Nombre  | % inscrits | Nombre  | % inscrits |  |  |
| Inscrits       | Inscrits       | Inscrits             | 576 736 |            | 576 596 |            |  |  |
| Abstentions    | Abstentions    | Abstentions          | 112 328 | 19,48 %    | 104 331 | 18,09 %    |  |  |
| Votants        | Votants        | Votants              | 464 408 | 80,52 %    | 472 265 | 81,91 %    |  |  |
|                |                |                      |         |            |         |            |  |  |
|                |                |                      |         | % votants  |         | % votants  |  |  |
| Blancs ou nuls | Blancs ou nuls | Blancs ou nuls       | 11 705  | 2,52 %     | 31 710  | 6,71 %     |  |  |
| Exprimés       | Exprimés       | Exprimés             | 452 703 | 97,48 %    | 440 555 | 93,29 %    |  |  |

### 1988
Après deux ans de cohabitation, Mitterrand affronte le Premier ministre Chirac lors de l'élection présidentielle de 1988. Le Pen obtient au premier tour un score jusque-là sans précédent pour un parti d'extrême droite. Au second tour, Mitterrand est facilement réélu.
Dans l'Hérault, François Mitterrand arrive en tête du premier tour avec 31,12 % des exprimés, suivi de Jean-Marie Le Pen (19,91 %), Jacques Chirac (17,32 %), Raymond Barre (13,64 %) et André Lajoinie (9,04 %). Au second tour, les électeurs ont voté à 53,32 % pour François Mitterrand contre 46,68 % pour Jacques Chirac avec un taux de participation de 85,15 % des inscrits.
|                | PS                    | François Mitterrand | 129 162 | 31,12 %    | 225 556 | 53,32 %    |  |  |
|                | FN                    | Jean-Marie Le Pen   | 82 655  | 19,91 %    |         |            |  |  |
|                | RPR                   | Jacques Chirac      | 71 894  | 17,32 %    | 197 483 | 46,68 %    |  |  |
|                | SE                    | Raymond Barre       | 56 629  | 13,64 %    |         |            |  |  |
|                | PC                    | André Lajoinie      | 37 516  | 9,04 %     |         |            |  |  |
|                | Communiste rénovateur | Pierre Juquin       | 14 681  | 3,54 %     |         |            |  |  |
|                | Les Verts             | Antoine Waechter    | 13 867  | 3,34 %     |         |            |  |  |
|                | LO                    | Arlette Laguiller   | 7 120   | 1,72 %     |         |            |  |  |
|                | MPT                   | Pierre Boussel      | 1 526   | 0,37 %     |         |            |  |  |
|                |                       |                     |         |            |         |            |  |  |
|                |                       |                     | Nombre  | % inscrits | Nombre  | % inscrits |  |  |
| Inscrits       | Inscrits              | Inscrits            | 516 320 |            | 516 220 |            |  |  |
| Abstentions    | Abstentions           | Abstentions         | 94 127  | 18,23 %    | 76 655  | 14,85 %    |  |  |
| Votants        | Votants               | Votants             | 422 193 | 81,77 %    | 439 565 | 85,15 %    |  |  |
|                |                       |                     |         |            |         |            |  |  |
|                |                       |                     |         | % votants  |         | % votants  |  |  |
| Blancs ou nuls | Blancs ou nuls        | Blancs ou nuls      | 7 143   | 1,69 %     | 16 526  | 3,76 %     |  |  |
| Exprimés       | Exprimés              | Exprimés            | 415 050 | 98,31 %    | 423 039 | 96,24 %    |  |  |

### 1981
Lors de l'élection présidentielle de 1981, Giscard d'Estaing arrive en tête au premier tour et affronte, comme la fois précédente, Mitterrand. Pour la première fois, un président sortant est battu : Mitterrand devient le premier président de gauche de la Ve République.
Dans l'Hérault, François Mitterrand arrive en tête du premier tour avec 26,39 % des exprimés, suivi de Valéry Giscard d'Estaing (25,31 %), Georges Marchais (20,92 %), Jacques Chirac (16,01 %) et Brice Lalonde (3,77 %). Au second tour, les électeurs ont voté à 54,78 % pour François Mitterrand contre 43,64 % pour Valéry Giscard d'Estaing avec un taux de participation de 86,07 % des inscrits.
|                | PS             | François Mitterrand      | 95 847  | 26,39 %    | 215 964 | 56,36 %    |  |  |
|                | UDF            | Valéry Giscard d'Estaing | 91 923  | 25,31 %    | 167 253 | 43,64 %    |  |  |
|                | PC             | Georges Marchais         | 75 997  | 20,92 %    |         |            |  |  |
|                | RPR            | Jacques Chirac           | 58 161  | 16,01 %    |         |            |  |  |
|                | MEP            | Brice Lalonde            | 13 679  | 3,77 %     |         |            |  |  |
|                | LO             | Arlette Laguiller        | 7 075   | 1,95 %     |         |            |  |  |
|                | MRG            | Michel Crépeau           | 6 797   | 1,87 %     |         |            |  |  |
|                | Divers droite  | Michel Debré             | 5 547   | 1,53 %     |         |            |  |  |
|                | Divers droite  | Marie-France Garaud      | 4 217   | 1,16 %     |         |            |  |  |
|                | PSU            | Huguette Bouchardeau     | 3 981   | 1,1 %      |         |            |  |  |
|                |                |                          |         |            |         |            |  |  |
|                |                |                          | Nombre  | % inscrits | Nombre  | % inscrits |  |  |
| Inscrits       | Inscrits       | Inscrits                 | 458 322 |            | 458 202 |            |  |  |
| Abstentions    | Abstentions    | Abstentions              | 89 354  | 19,5 %     | 63 818  | 13,93 %    |  |  |
| Votants        | Votants        | Votants                  | 368 968 | 80,5 %     | 394 384 | 86,07 %    |  |  |
|                |                |                          |         |            |         |            |  |  |
|                |                |                          |         | % votants  |         | % votants  |  |  |
| Blancs ou nuls | Blancs ou nuls | Blancs ou nuls           | 5 744   | 1,56 %     | 11 167  | 2,83 %     |  |  |
| Exprimés       | Exprimés       | Exprimés                 | 363 224 | 98,44 %    | 383 217 | 97,17 %    |  |  |

### 1974
L'élection présidentielle de 1974 est une élection anticipée à la suite de la mort de Pompidou. Mitterrand, candidat unique de la gauche, est largement en tête au premier tour devant Giscard d'Estaing, qui distance lui-même Chaban-Delmas. Au terme d'une campagne animée, marquée par un débat télévisé tendu, Giscard d'Estaing l'emporte avec une très courte avance.
Dans l'Hérault, François Mitterrand arrive en tête du premier tour avec 49,75 % des exprimés, suivi de Valéry Giscard d'Estaing (29,2 %), Jacques Chaban-Delmas (12,87 %), Jean Royer (2,69 %) et Arlette Laguiller (1,63 %). Au second tour, les électeurs ont voté à 54,78 % pour François Mitterrand contre 45,22 % pour Valéry Giscard d'Estaing avec un taux de participation de 87,64 % des inscrits.
|                | PS             | François Mitterrand      | 149 392 | 49,75 %    | 171 710 | 54,78 %    |  |  |
|                | RI             | Valéry Giscard d'Estaing | 87 704  | 29,2 %     | 141 753 | 45,22 %    |  |  |
|                | UDR            | Jacques Chaban-Delmas    | 38 664  | 12,87 %    |         |            |  |  |
|                | SE             | Jean Royer               | 8 082   | 2,69 %     |         |            |  |  |
|                | LO             | Arlette Laguiller        | 4 903   | 1,63 %     |         |            |  |  |
|                | FN             | Jean-Marie Le Pen        | 3 976   | 1,32 %     |         |            |  |  |
|                | SE, écologiste | René Dumont              | 3 802   | 1,27 %     |         |            |  |  |
|                | FCR            | Alain Krivine            | 1 453   | 0,48 %     |         |            |  |  |
|                | MDSF           | Émile Muller             | 1 171   | 0,39 %     |         |            |  |  |
|                | NAR            | Bertrand Renouvin        | 568     | 0,19 %     |         |            |  |  |
|                | MFE            | Jean-Claude Sebag        | 394     | 0,13 %     |         |            |  |  |
|                |                |                          |         |            |         |            |  |  |
|                |                |                          | Nombre  | % inscrits | Nombre  | % inscrits |  |  |
| Inscrits       | Inscrits       | Inscrits                 | 361 983 |            | 361 866 |            |  |  |
| Abstentions    | Abstentions    | Abstentions              | 59 201  | 16,35 %    | 44 725  | 12,36 %    |  |  |
| Votants        | Votants        | Votants                  | 302 782 | 83,65 %    | 317 141 | 87,64 %    |  |  |
|                |                |                          |         |            |         |            |  |  |
|                |                |                          |         | % votants  |         | % votants  |  |  |
| Blancs ou nuls | Blancs ou nuls | Blancs ou nuls           | 2 476   | 0,82 %     | 3 678   | 1,16 %     |  |  |
| Exprimés       | Exprimés       | Exprimés                 | 300 306 | 99,18 %    | 313 463 | 98,84 %    |  |  |

### 1969
L'élection présidentielle de 1969 est une élection anticipée à la suite de la démission de De Gaulle. La gauche se lance désunie dans la course et, bien que Duclos (PCF) manque de le devancer, c'est le président par intérim Poher qui accède au second tour face à l'ex-Premier ministre Pompidou. Alors que Duclos refuse d'appeler à voter au second tour pour « bonnet blanc ou blanc bonnet », Pompidou est finalement largement élu.
Dans l'Hérault, Georges Pompidou arrive en tête du premier tour avec 39,54 % des exprimés, suivi de Jacques Duclos (25,67 %), Alain Poher (23,16 %), Gaston Defferre (6,23 %) et Michel Rocard (3,25 %). Au second tour, les électeurs ont voté à 53,39 % pour Georges Pompidou contre 46,61 % pour Alain Poher avec un taux de participation de 67,09 % des inscrits.
|                | UDR            | Georges Pompidou | 100 779 | 39,54 %    | 113 365 | 53,39 %    |  |  |
|                | PC             | Jacques Duclos   | 65 430  | 25,67 %    |         |            |  |  |
|                | CD             | Alain Poher      | 59 022  | 23,16 %    | 98 961  | 46,61 %    |  |  |
|                | SFIO           | Gaston Defferre  | 15 891  | 6,23 %     |         |            |  |  |
|                | PSU            | Michel Rocard    | 8 281   | 3,25 %     |         |            |  |  |
|                | SE             | Louis Ducatel    | 3 032   | 1,19 %     |         |            |  |  |
|                | LC             | Alain Krivine    | 2 445   | 0,96 %     |         |            |  |  |
|                |                |                  |         |            |         |            |  |  |
|                |                |                  | Nombre  | % inscrits | Nombre  | % inscrits |  |  |
| Inscrits       | Inscrits       | Inscrits         | 341 215 |            | 339 329 |            |  |  |
| Abstentions    | Abstentions    | Abstentions      | 83 442  | 24,45 %    | 111 675 | 32,91 %    |  |  |
| Votants        | Votants        | Votants          | 257 773 | 75,55 %    | 227 654 | 67,09 %    |  |  |
|                |                |                  |         |            |         |            |  |  |
|                |                |                  |         | % votants  |         | % votants  |  |  |
| Blancs ou nuls | Blancs ou nuls | Blancs ou nuls   | 2 893   | 1,12 %     | 15 328  | 6,73 %     |  |  |
| Exprimés       | Exprimés       | Exprimés         | 254 880 | 98,88 %    | 212 326 | 93,27 %    |  |  |

### 1965
L'élection présidentielle de 1965 est la première élection au suffrage universel direct à la suite du référendum d'octobre 1962. De Gaulle est mis en ballottage, à la surprise générale, par Mitterrand, candidat unique de la gauche. La campagne du second tour est axée sur l'Europe et les relations internationales ainsi que sur l'armement nucléaire. De Gaulle est finalement réélu avec une large avance.
Dans l'Hérault, François Mitterrand arrive en tête du premier tour avec 42,02 % des exprimés, suivi de Charles de Gaulle (31,24 %), Jean Lecanuet (12,41 %), Jean-Louis Tixier-Vignancour (11,34 %) et Pierre Marcilhacy (1,79 %). Au second tour, les électeurs ont voté à 60,08 % pour François Mitterrand contre 39,92 % pour Charles de Gaulle avec un taux de participation de 84,23 % des inscrits.
|                | CIR            | François Mitterrand          | 114 145 | 42,02 %    | 159 238 | 60,08 %    |  |  |
|                | UNR            | Charles de Gaulle            | 84 882  | 31,24 %    | 105 805 | 39,92 %    |  |  |
|                | MRP            | Jean Lecanuet                | 33 721  | 12,41 %    |         |            |  |  |
|                | SE             | Jean-Louis Tixier-Vignancour | 30 810  | 11,34 %    |         |            |  |  |
|                | PLE            | Pierre Marcilhacy            | 4 860   | 1,79 %     |         |            |  |  |
|                | SE             | Marcel Barbu                 | 3 255   | 1,2 %      |         |            |  |  |
|                |                |                              |         |            |         |            |  |  |
|                |                |                              | Nombre  | % inscrits | Nombre  | % inscrits |  |  |
| Inscrits       | Inscrits       | Inscrits                     | 324 983 |            | 324 912 |            |  |  |
| Abstentions    | Abstentions    | Abstentions                  | 50 890  | 15,66 %    | 51 224  | 15,77 %    |  |  |
| Votants        | Votants        | Votants                      | 274 093 | 84,34 %    | 273 688 | 84,23 %    |  |  |
|                |                |                              |         |            |         |            |  |  |
|                |                |                              |         | % votants  |         | % votants  |  |  |
| Blancs ou nuls | Blancs ou nuls | Blancs ou nuls               | 2 420   | 0,88 %     | 8 645   | 3,16 %     |  |  |
| Exprimés       | Exprimés       | Exprimés                     | 271 673 | 99,12 %    | 265 043 | 96,84 %    |  |  |